# Liste der Monuments historiques in La Gacilly
Die Liste der Monuments historiques in La Gacilly führt die Monuments historiques in der französischen Gemeinde La Gacilly auf.

## Liste der Bauwerke
| Bezeichnung    | Beschreibung | Standort                       | Kennzeichnung | Schutzstatus | Datum | Bild |
| -------------- | ------------ | ------------------------------ | ------------- | ------------ | ----- | ---- |
| Schloss        |              | Sourdéac Glénac (Lage)         | PA00091200    | Inscrit      | 1925  |      |
| Friedhofskreuz |              | Rue du Cimetière Glénac (Lage) | PA00091201    | Inscrit      | 1927  |      |
| Kreuz          |              | Sourdéac Glénac (Lage)         | PA00091202    | Inscrit      | 1927  |      |
| Kreuz          |              | Tréhat Glénac (Lage)           | PA00091203    | Inscrit      | 1927  |      |

## Liste der Objekte
- Monuments historiques (Objekte) in La Gacilly in der Base Palissy des französischen Kultusministeriums